# Metropolia Madang
Metropolia Madang – jedna z czterech metropolii Kościoła katolickiego na Papui-Nowej Gwinei. Obejmuje północne wybrzeża papuańskiej części Nowej Gwinei.

## Diecezje
W skład metropolii Madang wchodzą diecezje:
- archidiecezja Madang
- diecezja Aitape
- diecezja Lae
- diecezja Vanimo
- diecezja Wewak

## Historia
Metropolię utworzył 15 listopada 1966 papież Paweł VI.

## Metropolici Madang
- abp Adolph Alexander Noser SVD (1966–1975)
- abp Leo Clement Andrew Arkfeld SVD (1975–1987)
- abp Benedict To Varpin (1987–2001)
- abp Wilhelm Kurtz SVD (2001–2010)
- abp Stephen Joseph Reichert OFMCap (2010–nadal)